# Celso da Rocha Miranda

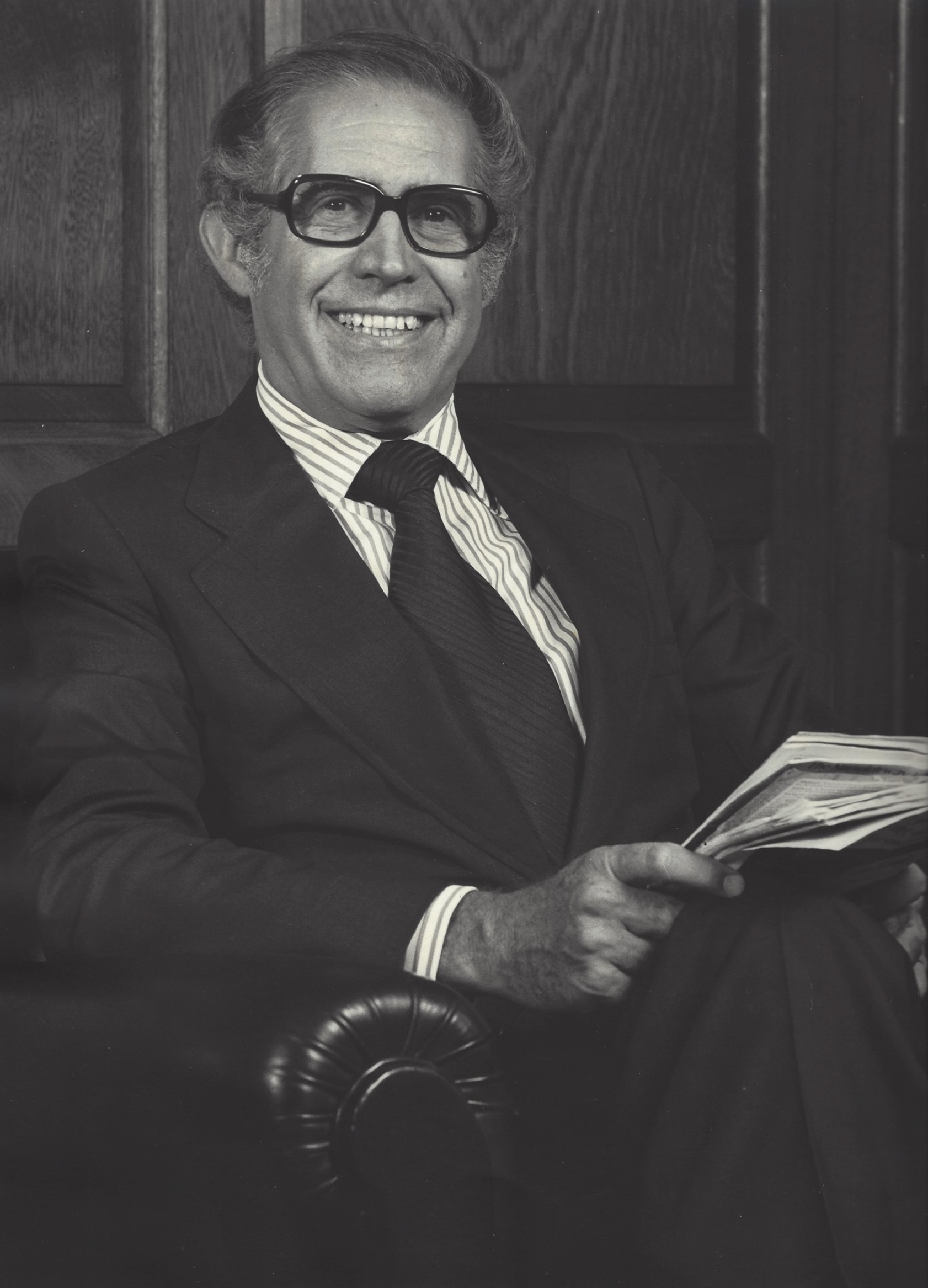
Celso da Rocha Miranda

Celso da Rocha Miranda (Rio de Janeiro, 25 de outubro de 1917 - Nova York, 23 de abril de 1986 foi um empresário e empreendedor brasileiro.

## Carreira
Celso da Rocha Miranda começou sua vida profissional como vendedor de seguros.
Foi criador e desenvolvedor de empresas como a Panair do Brasil, Ajax Corretora de Seguros, Companhia Internacional de Seguros, Prospec S.A., entre muitas outras.

## Títulos e Premiações
A atuação de Celso da Rocha Miranda como desenvolvimentista nacional, lhe rendeu premiações: o título de integrante do “Clube do Exportadores de Um Milhão de Dólares”, concedido pela Câmara Americana de Comércio.
Também foi condecorado pela Rainha da Inglaterra com o Knight Comander of the British Empire, principalmente por ajudar a disseminar a cultura inglesa no Brasil, derivando-se deste feito, o famoso curso de idiomas Cultura Inglesa.